# Епископ горњокарловачки Данило (Јакшић)
Данило Јакшић (1715, Српске Моравице — 27. јануар 1771, Плашки) је светац српске православне цркве. Био је српски православни епископ горњокарловачки од 1751. до 1771. године, са архијерејском катедром у Плашком.

## Порекло и ране године
Данило Јакшић је рођен 1715. године у Српским Моравицама, од оца Милете и мајке Стојне. У младости је дошао у манастир Гомирје и ту се описменио и замонашио. У деветнаестој години је рукоположен за јерођакона и потом за јеромонаха од стране епископа Данила Љуботине, код кога је потом служио у Плашком. Осамнаест године је живео у манастиру Гомирје под игуманом Теодором Милетићем. Потом је служио и епископа Павла Ненадовића, који му је 1748. године поверио службу егзарха. Када је Павле Ненадовић постао карловачки митрополит (1749), произвео је Данила Јакшића за гомирског архимандрита, поверивши му привремену управу не само у Горњокарловачкој епархији, већ и у суседној Костајничкој епархији која је исте године остала упражњена услед смрти епископа Алексија Андрејевића.
На сабору који је одржан наредне 1750. године, српска јерархија је донела две важне одлуке: Лика и Крбава изузете су из надлежности Костајничке епархије и пренете у надлежност горњокарловачког епископа, а Костајничкој епархији је на другој страни прикључено подручје дотадашње Северинско-лепавинске епархије. Тада је за новог костајничког епископа изабран Арсеније Теофановић, а у исто време Данило Јакшић је изабран за новог епископа горњокарловачког. У манастиру Раковцу је 4. новембра 1751. године посвећен за владику, од стране митрополита Ненадовића.

## Епископска служба
Синодални избор Данила II Јакшића за епископа горњокарловачког обављен је 3. јуна 1750. године, међутим због отезања државних власти са потврдом, хиротонија је могла бити извршена тек 4. новембра 1751. године. Услед новог отезања, устоличење је обављено тек 19. августа 1752. године. Упркос свим овим и многим другим невољама које су долазиле од државне власти, епископ Данило Јакшић је током наредних година развио веома живу пастирску делатност, стекавши велике заслуге за развој и одбрану православља у својој епархији, али и шире. Уживао је веома велики углед, тако да је на црквено-народном сабору, који је одржан 1769. године, предложен за карловачког митрополита, добивши чак и већину гласова. Међутим, државна власт је осујетила његов избор. За разлику од Данила Јакшића, суседни епископ костајнички Јосиф Стојановић није имао успеха у својој епархији што је довело до бројних невоља и његовог уклањања са епархијске управе (1769) услед чега је покренут поступак за укидање Костајничке епархије. Тим поводом, донета је одлука да читава Банија буде прикључена Горњокарловачкој епархији, док је подручје Вараждинског генералата припојено Пакрачкој епархији. Након свих ових промена, коначно је заокружено подручје Горњокарловачке епархије, која је поново обухватала читаву Горњу Крајину, као у време владике Атанасија Љубојевића. Епископ Данило Јакшић је умро 27. јануара 1771. године у Плашком и остао је упамћен као један од најзаслужнијих и најпоштованијих архијереја ове епархије.
За светог га је прогласио Свети архијерејски сабор Српске православне цркве 2022. године.

## Галерија
- Спомен плоча у родном мјесту Данила Јакшића, на цркви Светог Ђорђа у Српским Моравицама.
- Храм Св. Ђорђа у Српским Моравицама
- Српски православни манастир Гомирје између Карловца и Ријеке у данашњој Хрватској